# Naudoliva vorsteri
Naudoliva vorsteri is een slakkensoort uit de familie van de Pseudolividae. De wetenschappelijke naam van de soort is voor het eerst geldig gepubliceerd in 1995 door Lussi.